# Pteropus chrysoproctus
La volpe volante delle Molucche (Pteropus chrysoproctus Temminck, 1837) è un pipistrello appartenente alla famiglia degli Pteropodidi, endemico delle Isole Molucche.

## Descrizione

### Dimensioni
Pipistrello di grandi dimensioni, con la lunghezza della testa e del corpo tra 190 e 265 mm, la lunghezza dell'avambraccio tra 138 e 180 mm, la lunghezza delle orecchie tra 27,08 e 32,09 mm, la lunghezza del piede tra 48,73 e 52,66 mm e un peso fino a 780 g.

### Aspetto
La pelliccia è corta. Le parti dorsali sono bruno-rossastre scure con la groppa più chiara e brillante, la testa e il collare sono fulvi, mentre le parti ventrali sono bruno-nerastre. Il muso è lungo ed affusolato, gli occhi sono grandi. Le orecchie sono di dimensioni normali. Le membrane alari sono attaccate lungo i fianchi del corpo. La tibia appare leggermente ricoperta di peli. È privo di coda, mentre l'uropatagio è ridotto ad una sottile membrana lungo la parte interna degli arti inferiori. Il cranio presenta il rostro accorciato e le orbite relativamente più grandi rispetto a quelle tipiche delle altre specie di Pteropus. La dentatura è robusta.

## Biologia

### Comportamento
Si rifugia in gruppi fino a 300 individui nel denso fogliame degli alberi e nelle mangrovie sulle piccole isole costiere. Sono stati osservati tra le fronde di una palma da sago del genere Metroxylon.

### Alimentazione
Sull'isola di Bisa sono stati catturati individui mentre si nutrivano in un giardino di frutta di alberi del genere Syzygium.

## Distribuzione e habitat
Questa specie è limitata ad alcune delle Isole Molucche: Ambon, Buru, Ceram, Kofiau, Panjang, Gorom, Isole Watubela, Obira e Bisa.
Gli esemplari delle isole di Obira e Bisa e quelli dell'isola di Kofiau potrebbero appartenere a due distinte sottospecie se non addirittura a due specie non ancora descritte strettamente correlate tra loro.
Vive nelle foreste indisturbate fino ad altitudini di 250 metri.

## Tassonomia
In accordo alla suddivisione del genere Pteropus effettuata da Andersen, P. chrysoproctus è stato inserito nello  P. rayneri species Group, insieme a P. rayneri stesso, P. cognatus e P. rennelli. Tale appartenenza si basa sulle caratteristiche di avere un rostro del cranio accorciato, sulla presenza di un ripiano basale nei premolari e sul differente colore della regione anale rispetto al dorso.
Altre specie simpatriche dello stesso genere: P. conspicillatus, P. melanopogon, P. ocularis P. personatus e P. temminckii.

## Conservazione
La IUCN Red List, considerata la ristrettezza del suo areale, la progressiva perdita del suo habitat e la caccia a cui è sottoposto, classifica P. chrysoproctus come specie prossima alla minaccia di estinzione (Near Threatened).